# 러보이컷
러보이컷(Lo-boy cut →Lover boy cut)은 젊은 남성의 헤어 스타일 중 하나로, 사랑스러운 미소년 스타일이다.

## 개요
러보이컷은 눈썹 위의 선까지 앞머리를 늘어뜨리고 옆머리를 짧게 손질한다. 그렇게 하면 얼굴의 윤곽이나 두상이 그대로 드러나 소년같은 분위기를 풍기게 된다.
최근에는 《꽃보다 남자》에서 F4로 나오는 4명의 남자(김범, 김준, 김현중, 이민호 분)가 러보이컷을 연출하여 큰 인기를 끌고 있다.